# Chudania fujianana
Chudania fujianana är en insektsart som beskrevs av Cai och Kuoh 1992. Chudania fujianana ingår i släktet Chudania och familjen dvärgstritar. Inga underarter finns listade i Catalogue of Life.